# Aggelos Anastasiadīs
Aggelos Anastasiadīs (in greco Άγγελος Αναστασιάδης?) (Salonicco, 8 marzo 1953) è un allenatore di calcio ed ex calciatore greco.

## Carriera

### Giocatore
Nel 1973 gioca per il Paok Salonicco, qui gioca otto stagioni e vince una coppa di Grecia e un campionato greco.
Nel 1981 passa al Panathinaikos dove vince due coppe nazionali e un campionato.

### Allenatore
Anastasiadis allena diversi club greci, in quasi tutti i casi per una sola stagione. Nel 2003, con il PAOK, vince il campionato e l'anno successivo viene nominato allenatore greco dell'anno.
Sempre nel 2004 viene nominato commissario tecnico della nazionale cipriota, ruolo che ricoprirà per sette anni.
Nel gennaio 2012 viene chiamato dal PAS Giannina a sostituire Stéphane Demol.

## Palmarès

### Giocatore

#### Club

##### Competizioni nazionali
- Coppa di Grecia: 3

PAOK Salonicco: 1974
Panathinaikos: 1982, 1984
- Campionato greco: 2

PAOK Salonicco: 1975-1976
Panathinaikos: 1983-1984

### Allenatore

#### Club

##### Competizioni nazionali
- Coppa di Grecia: 1

PAOK Salonicco: 2002-2003

#### Individuale
- Allenatore dell'anno del campionato greco: 1

2004